# Nemapteryx caelata
Nemapteryx caelata är en fiskart som först beskrevs av Valenciennes, 1840.  Nemapteryx caelata ingår i släktet Nemapteryx och familjen Ariidae. Inga underarter finns listade i Catalogue of Life.